# Edythe Chapman
Edythe Chapman (Rochester (Nova York), 8 d'octubre de 1863 – Glendale (Califòrnia), 15 d'octubre de 1948) va ser una actriu de teatre i cinema mut estatunidenca.

## Biografia

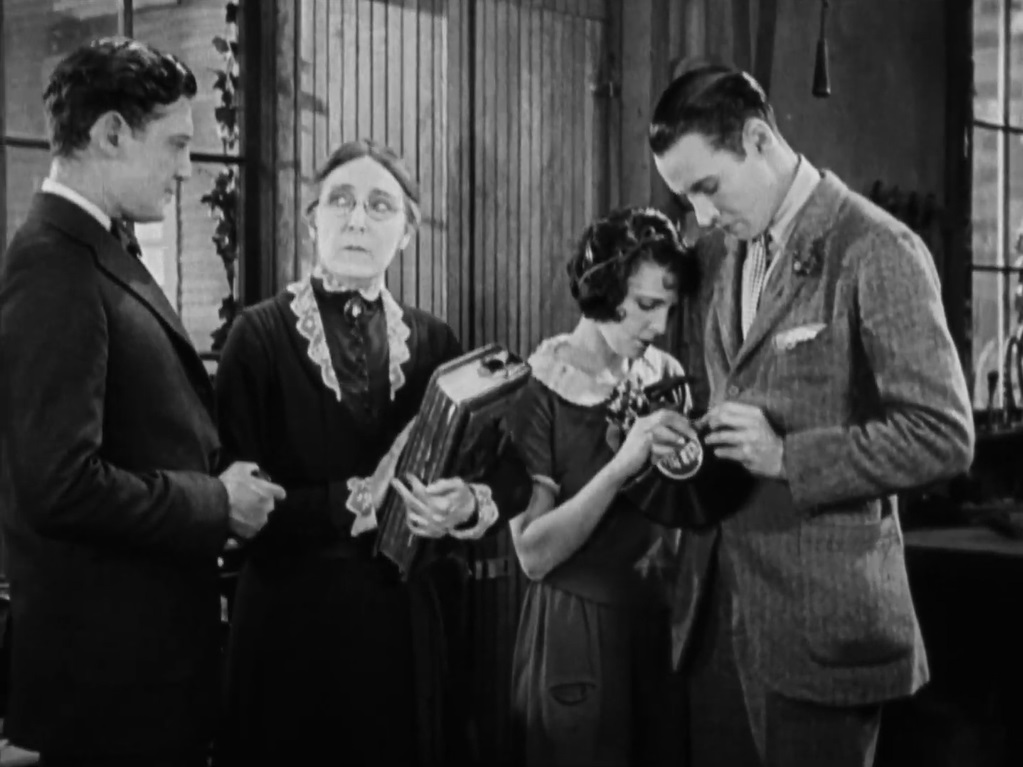
Richard Dix, Edythe Chapman, Leatrice Joy i Rod La Rocque a la pel·lícula The Ten Commandments (1923)

Edith van Renssaleer (Edythe Chapman) va néixer a Rochester, Nova York, el 1863 i va estudiar a la New York School of Dramatic Art. En acabar la formació va participar en una obra de Charles Frohman i després va estar treballant durant tres anys en la companyia de Warde & James interpretant obres de Shakespeare. El 1897 es va casar amb l'actor i director James Neill. Fou una actriu molt popular. Entre les obres més destacades en que va actuar hi ha “Under Two Flags”, “The Christian”, “Shenandoah” i “The Holy City”. El 1914 va començar la seva carrera cinematogràfica. Va participar en pel·lícules de Cecil B. DeMille i altres directors importants. Es va especialitzar en papers de matriarca, per la qual cosa a la dècada del 1920 se la coneixia com a “la mare de Hollywood”. Va tenir papers importants en pel·lícules com a The Little American (1917), Manslaughter (1922) o The Ten Commandments (1923). La darrera pel·lícula en que va participar va ser Up the River (1930). L'any següent va morir el seu marit i ella va morir a Glendale (Califòrnia) després d'una breu malaltia el 1948 a l'edat de 85 anys.

## Filmografia parcial
- Richelieu (1914)
- The Golden Chance  (1915)
- The Pretty Sister of Jose  (1915)
- The Plow Girl (1916)
- The Heir to the Hoorah (1916)
- The Selfish Woman]' (1916)
- Public Opinion (1916)
- Oliver Twist (1916)
- Anton the Terrible]
- A Mormon Maid (1917)
- The Girl at Home (1917)
- The Little Princess (1917)
- The Crystal Gazer (1917)
- The Countess Charming (1917)
- The Little American (1917)
- A Modern Musketeer (1917)
- Tom Sawyer (1917)
- Ghost House (1918)
- Rose o' Paradise (1918)
- The Only Road (1918)
- Huck and Tom (1918)
- Old Wives for New (1918)
- Unexpected Places (1918)
- Say ! Young Fellow (1918)
- Bound in Morocco (1918)
- Borrowed Clothes (1918)
- The Whispering Chorus (1918)
- Alias Mike Moran (1919)
- An Innocent Adventuress (1919)
- Peg o' My Heart (1919)
- Secret Service (1919)
- Deliverance (1919)
- The Knickerbocker Buckaroo (1919)
- Flame of the Desert (1919)
- Everywoman (1919)
- Pinto (1920)
- The Little Shepherd of Kingdom Come (1920)
- The County Fair (1920)
- Huckleberry Finn (1920)
- Just Out of College (1920)
- A Tale of Two Worlds (1921)
- A Wife's Awakening (1921)
- Dangerous Curve Ahead (1921)
- Voices of the City (1921)
- Alias Ladyfingers (1921)
- My American Wife (1922)
- Saturday Night (1922)
- Beyond the Rocks (1922)
- Manslaughter (1922)
- Youth to Youth (1922)
- Her Husband's Trademark (1922)
- The Miracle Makers (1923)
- Hollywood (1923)
- The Ten Commandments (1923)
- Chastity (1923)
- Daughters of Pleasure (1923)
- The Wise Virgin (1924)
- The Breaking Point (1924)
- The Shadow of the East (1924)
- Broken Barriers (1924)
- Lightnin' (1925)
- The Pride of the Force (1925)
- Learning to Love (1925)
- Lazybones (1925)
- Soul Mates (1925)
- Havoc (1925)
- In the Name of Love (1925)
- Three Faces East (1926)
- One Minute to Way (1926)
- The Boob (1926)
- The Runaway (1926)
- The American Beauty (1927)
- The Student Prince in Old Heidelberg (1927)
- Man Crazy (1927)
- The King of Kings (1927)
- Happiness Ahead (1928)
- The Shepherd of the Hills (1928)
- The Little Yellow House (1928)
- Three Weekends (1928)
- Synthetic Sin (1929)
- The Iddle Rich (1929)
- Twin Beds (1929)
- Navy Blues (1929)
- Take the Heir (1930)
- Double Cross Roads (1930)
- Man Trouble (1930)
- Up the River (1930)